# Korsvejens Skole
Korsvejens Skole er en folkeskole, der ligger i Tårnby. Der går omkring 500 elever på skolen, fordelt fra 0'te til 9. klasse.